# 677
Évszázadok: 6. század – 7. század – 8. század
Évtizedek: 620-as évek – 630-as évek – 640-es évek – 650-es évek – 660-as évek – 670-es évek – 680-as évek – 690-es évek – 700-as évek – 710-es évek – 720-as évek
Évek: 672 – 673 – 674 – 675 –  676 – 677 – 678 – 679 – 680 – 681 – 682

## Események
- Folytatódik Konstantinápoly arab ostroma. Jazíd ibn Muávija vezetésével az arabok 674-678 között minden évben blokád alá veszik a bizánci fővárost, télre viszont visszavonulnak Küzikoszba.
- A szlávok továbbra is ostrom alatt tartják Thesszalonikét. Júliusban több alkalommal is megrohamozzák a falakat, de visszaverik őket. Ezután feladják az ostromot, de továbbra is a vidéken maradnak, fosztogatva, erőszakoskodva.
- Meghal I. Kósztantinosz, Konstantinápoly pátriárkája. Utóda I. Theodórosz.
- A Frank Birodalomban Ebroin majordomus a király elleni összeesküvéssel vádolja és halálra kövezteti Leodegar püspök (akit korábban megvakíttatott és száműzetett) fivérét, Warinus poitiers-i grófot.

### Kelet-Ázsia
- Kao-cung kínai császár Csoszon királyává és Liaotung kormányzójává nevezi ki a koreai Kogurjo korábbi királyát, a legyőzött és a kínai fővárosba hurcolt Podzsangot. Célja az, hogy az egész Koreai-félszigetet elfoglaló Silla királyságával szemben bábállamot hozzon létre, de Podzsang inkább a kínaiak ellen irányuló ellenállást támogatja.

## Születések
- IV. Chlodvig, frank király

## Halálozások
- I. Kósztantinosz, konstantinápolyi pátriárka

## Fordítás
- Ez a szócikk részben vagy egészben  a(z)   677 című angol Wikipédia-szócikk ezen változatának fordításán alapul.  Az eredeti cikk szerkesztőit annak laptörténete sorolja fel. Ez a jelzés csupán a megfogalmazás eredetét és a szerzői jogokat jelzi, nem szolgál a cikkben szereplő információk forrásmegjelöléseként.